# Beta-galattosidasi
La β-galattosidasi è un enzima idrolitico che catalizza l'idrolisi dei residui terminali di β-D-galattosio nei polisaccaridi noti come β-galattosidi, tramite la rottura dei legami β-glicosidici terminali. Alcune β-galattosidasi sono anche in grado di idrolizzare α-L-arabinosidi, β-D-fucosidi e β-D-glucosidi.

## Struttura
La sequenza amminoacidica della β-galattosidasi venne inizialmente determinata in E. coli nel 1970. 
La struttura quaternaria dell'enzima è un omotetramero di 464-kDa. Ognuna delle quattro subunità consta di cinque domini, il terzo dei quali contiene la maggior parte del sito attivo. Infatti esso include anche elementi provenienti da altri domini e altre subunità. La regione N-terminale delle catene polipeptidiche contribuisce a formare una delle interfacce.
L'insieme delle caratteristiche strutturali fornisce una base per la proprietà dell'α-complementazione.

## Reazione
Il sito attivo della β-galattosidasi catalizza l'idrolisi del substrato disaccaride attraverso legame "poco profondo" e "profondo". Il funzionamento ottimale dell'enzima richiede la presenza dello ione monovalente potassio (K+) e dello ione magnesio divalente (Mg2+). Il β-legame del substrato è fuso da un terminale formato da un gruppo carbossile sulla catena laterale di un acido glutammico.
Nell'E. coli, il nucleofilo nella reazione di sostituzione era ritenuto essere il Glu-461;. Oggi si sa che il Glu-461 è un acido catalizzatore. Il Glu-537 è invece il vero nucleofilo, legato ad un intermediario galattosilico.
Nell'Uomo, il nucleofilo della reazione di idrolisi è il Glu-268.

## Ruolo nella fisiopatologia umana
Le β-galattosidasi sono enzimi essenziali nel corpo umano. La sua carenza può essere un sintomo della galattosialidosi o della sindrome di Morquio B.
Possono catalizzare ad esempio l'idrolisi del disaccaride lattosio nei suoi due monosaccaridi costituenti, il glucosio ed il galattosio. La lattasi, la cui carenza provoca nell'Uomo l'intolleranza al lattosio, è un enzima che fa parte della classe delle β-galattosidasi.

## Ruolo in biologia molecolare
La β-galattosidasi riveste inoltre un ruolo importante nella storia della biologia molecolare, in quanto il gene del batterio E. coli che codifica per questo enzima, detto LacZ, è stato il primo esempio studiato in dettaglio di regolazione dell'espressione genica, nei confronti della quale costituisce un modello classico. Infatti tale gene è parte di un insieme di geni regolati in modo coordinato detto operone (operone lac), la cui espressione dipende dalla presenza o assenza di lattosio e di altre fonti energetiche nel mezzo di crescita.